# Bibliographie sur les Lumières
Cette bibliographie reprend une sélection d'ouvrages qui évoquent le mouvement des Lumières de façon transversale. Pour les bibliographies spécifiques à une personne ou un sujet particulier, consultez la bibliographie de l'article portant sur le sujet en question.

## Généralités
- Grand Orient de France, Franc-maçonnerie et Lumières au seuil de la Révolution française, Paris, 1985
- Revue annuelle Dix-Huitième Siècle no 6, Lumières et Revolution, Garnier Frères, Paris, 1974
- Revue - Dix-Huitième Siècle no 24, Le matérialisme des Lumières, Paris, PUF, 1992
- Service de Publications de la Sorbonne nouvelle, Des Lumières au romantisme : la pensée théorique et critique dans la prose européenne, Paris, , 1982

 * A *
- Jacqueline Adamov-Autrusseau, Les Lumières : (le XVIIIe siècle), Paris, Hachette, 1999
- David Adams, Bibliographie des œuvres de Dénis Diderot, 1739-1900, Ferney-Voltaire, Centre international d’études du XVIIIe siècle, 2 vol., 2000.
- Pascale Auraix-Jonchière, Catherine Volpilhac-Auger, Isis, Narcisse, Psyché entre Lumières et romantisme : mythe et écritures, écritures du mythe : études, Clermont-Ferrand (France), Presses universitaires Blaise-Pascal, 2000
- David Avrom Bell, L. A. Pimenova, La recherche dix-huitiémiste : raison universelle et culture nationale au siècle des Lumières, Paris, Champion, 1999

 * B *
- Abdelkader Bacbiologiehta, L'épistémologie scientifique des Lumières, Paris, L’Harmattan, 2001
- Giovanni Bardazzi, Alain Grosrichard, Dénouement des Lumières et invention romantique, actes du colloque de Geneve, 24-25 novembre 2000, Éd. Genève, Droz, 2003
- Michel Baridon, Michel, Arthur Lovejoy, Le gothique des Lumières, Brionne, Monfort, 1991
- Michel Baridon, L’héritage de Condorcet : perfectibilité et internationalisme dans "les Lumières et la solidarité internationale", actes du colloque de Dijon (1995), Éditions universitaires de Dijon, 1997.
- Pierre-Yves Beaurepaire, Les Lumières et le monde. Voyager, explorer, collectionner, Belin, 2019, 324 p.
- Annie Becq, Lumières et modernité : de Malebranche à Baudelaire, Orléans ; Caen, Paradigme, 1994
- Yvon Belaval, Qu'est-ce que les Lumières ?, Paris, Garnier Frères, 1978
- Georges Benrekassa, Le concentrique et l’excentrique : marges des Lumières, Paris, Payot, 1980
- Georges Benrekassa, Le langage des Lumières : concepts et savoir de la langue, Paris, PUF, 1995
- Marc André Bernier , Libertinage et figures du savoir : rhétorique et roman libertin dans la France des Lumières, 1734-1751, Paris, L’Harmattan, 2001
- Bertrand Binoche, Franck Tinland, Sens du devenir et pensée de l’histoire au temps des Lumières, Seyssel, Champ Vallon, 2000
- François-Emmanuel Boucher, Les révélations humaines : mort, sexualité et salut au tournant des Lumières, Bern, Peter Lang, 2005
- Josiane Boulad-Ayoub , Contre nous de la tyrannie : des relations idéologiques entre Lumières et Révolution, LaSalle, Hurtubise, 1989
- Numa Broc, Les montagnes au siècle des Lumières : perception et représentation, Paris, Éditions du C.T.H.S., 1991

 * C *
- Pierre Caldi, Le printemps des Lumières, Paris, Guénégaud, 2005
- Jeanne Carriat, Du Baroque aux Lumières, Éd. Rougerie, 1986
- Jeanne et Michel Charpentier, Le mouvement des Lumières au XVIIIe siècle, Paris, Nathan, 2001
- André Charrak, Raison et perception : fonder l'harmonie au XVIIIe siècle, Paris, Vrin, 2002,  (ISBN 2711614980).
- Raymond Chevallier , L’Antiquité gréco-romaine vue par le siècle des Lumières, Tours, Centre de recherches A. Piganiol, 1987
- Jacques Chouillet, L’esthétique des Lumières, Paris, PUF, 1974
- Yves Citton, L’envers de la liberté : l’invention d’un imaginaire spinoziste dans la France des Lumières, Paris, Éditions Amsterdam, 2006
- Yves Citton, Altermodernités des Lumières, Paris, Seuil, coll. « La couleur des idées », 2022, 408 p.
- Joël Cornette, Absolutisme et Lumières (1652-1783), Paris, Hachette, 2005

 * D *
- Robert Darnton, La fin des Lumières : le mesmérisme et la Révolution, Paris, Librairie Académique Perrin, 1984
- Robert Darnton, Édition et sédition. L’univers de la littérature clandestine au XVIIIe siècle, éd. Gallimard, 1992.
- Robert Darnton, Pour les Lumières : défense, illustration, méthode, Pessac, Presses universitaires de Bordeaux, 2002
- Régis Debray, Aveuglantes Lumières, Journal en clair-obscur, Gallimard, 2006
- Michel Delon, L'idée d'énergie au tournant des Lumières (1770-1820), Paris, PUF, 1988
- Michel Delon, Dictionnaire européen des Lumières, Paris, PUF, 1997
- Michel Delon et Jean-Christophe Abramovici, Le corps des Lumières, de la médecine au roman, Nanterre, Centre des sciences de la littérature, Université Paris X, 1997
- Anne Deneys-Tunney, Pierre-François Moreau, L’épicurisme des Lumières, Paris, PUF, 2003
- Philippe Despoix, Le monde mesuré : dispositifs de l’exploration à l’âge des Lumières, Genève, Droz, 2005
- Élisabeth Détis, Images de l’altérité dans l’Europe des Lumières, Montpellier, Centre interdisciplinaire de recherche sur les îles britanniques et l’Europe des Lumières : Université Paul Valéry-Montpellier III, 2000
- Élisabeth Détis, Interfaces artistiques et littéraires dans l’Europe des Lumières, Montpellier, Université Paul Valéry-Montpellier III, 2000
- Jacques Domenech, L'éthique des Lumières : les fondements de la morale dans la philosophie française du XVIIIe siècle, Paris, J. Vrin, 1989
- Daniel Droixhe , Pol-P. Gossiaux, L’homme des Lumières et la découverte de l'autre, Bruxelles, Éditions de l’Université de Bruxelles, 1985
- Michèle Duchet, Claude Blanckaert, Anthropologie et histoire au siècle des Lumières, Paris, A. Michel, 1995
- Alphonse Dupront, Qu'est-ce que les Lumières?, Paris, Gallimard, 1996

 * E *
- Jean Ehrard, L'idée de nature en France à l'aube des Lumières, Paris, Flammarion 1970

 * F *
- Jean Fabre, Lumières et romantisme, Paris, C. Klincksieck, 1963
- Francis Farrugia, Archéologie du pacte social, L'Harmattan, 1994.
- Yann Fauchois, Thierry Grillet, Lumières : un héritage pour demain, Paris, Bibliothèque nationale de France, 2006  (ISBN 9782717723434)
- Vincenzo Ferrone, Daniel Roche , Le monde des Lumières, Paris, Fayard, 1999
- Béatrice Fink, Gerhardt Stenger, Être matérialiste à l'âge des Lumières : hommage offert à Roland Desné, Éd. PUF, Paris, , 1999
- Louis Forestier, XVIIIe siècle français : le siècle des Lumières, Paris, Seghers, 1961
- Michel Foucault, Qu'est-ce que les Lumières?, 
  - in Michel Foucault, Dits et écrits II : 1976-1988, Paris, Gallimard, coll. « Quarto », 2001, pp.  1381-1297; 
  - in Michel Foucault, Philosophie, anthologie, Paris, Gallimard, coll. « folio essais », 2004, pp.  857-881;
  - édition et commentaires de  Olivier Dekens, Paris, Bréal, 2004;
  - à lire en ligne
- Pierre Francastel, Utopie et institutions au XVIIIe siècle: le pragmatisme des Lumières, Paris, Mouton, 1963

 * G *
- Daniela Gallingani, Mythe machine magie : fictions littéraires et hypothèses scientifiques au siècle des Lumières, Paris, PUF, 2002
- Peter Gay , Le Siècle des Lumières, New-York, Time, 1967
- Victor Goldschmidt, Anthropologie et politique, Paris, Vrin, 2000,  (ISBN 2711603113).
- Jean Goldzink , Les Lumières et l’idée du comique, Fontenay-aux-Roses, École normale supérieure Fontenay/Saint-Cloud, 1992
- Pierre Grappin , Jean Moes, Sçavantes délices : périodiques souabes au siècle des Lumières, Paris, Didier-Érudition, 1989
- Chantal Grell, Christian Michel, Primitivisme et mythes des origines dans la France des Lumières : 1680-1820, Paris, Presses de l'Université de Paris-Sorbonne, 1989
- Bernard Grosperrin, La représentation de l’histoire de France dans l’historiographie des Lumières, Lille Atelier national de reproduction des thèses, Université de Lille III, 1982, 1978

 * H *
- Nicole Hafid-Martin, Au tournant des Lumières : 1780-1820, Paris, Éditions Garnier Frères, 1982
- J. Häseler, Éclectisme et cohérences des Lumières : mélanges offerts à Jean Ehrard, une préface de R. Pomeau, Éd. Jean-Louis Jam, Paris, Nizet, 1992
- Stéphane Hélène, Un être mi-bête, mi-homme : l'anthropologie des Lumières, Villeneuve d’Ascq : Presses universitaires du Septentrion, 2002
- Jacques D'Hondt, Simone Goyard-Fabre , La Révolution française entre Lumières et Romantisme, Caen, Centre de philosophie politique et juridique de l’Université de Caen, 1989
- Gilbert Hottois , Lumières et romantisme, Paris, Vrin, 1989

 * J *
- Caroline Jacot Grapa, Nicole Jacques-Lefèvre, Yannick Séité, Le travail des Lumières : pour Georges Benrekessa, Paris, Champion, 2002
- Sébastien Jahan, Le corps des Lumières : émancipation de l’individu ou nouvelles servitudes, Paris, Belin, 2006
- Jean-Louis Jam, Éclectisme et cohérences des Lumières : mélanges offerts à Jean Ehrard, Éd. Paris, Librairie Nizet, 1992
- Françoise Juranville, 1715-1750, le matin des Lumières, Paris, Nathan, 1998

 * K *
- Philip Knee, Penser l’appartenance : enjeux des Lumières en France, Sainte-Foy, Presses de l’Université du Québec, 1995
- Ulla Kölving et Irène Passeron, Sciences, musiques, Lumières : mélanges offerts à Anne-Marie Chouillet, France : Centre international d'étude du XVIIIe siècle, 2002
- Zoran Konstantinovic, Sur l’actualité des Lumières, Innsbruck : Institut für Sprachwissenschaft der Universität Innsbruck, 1983

 * L *
- Roger Laufer, Style rococo, style des Lumières, Paris, J. Corti, 1963
- Bernard Laurent, L’esprit des Lumières et leur destin, Paris, Ellipses, 1996
- Florence Lotterie, Progrès et perfectibilité : un dilemme des Lumières françaises (1755-1814), Oxford : Voltaire Foundation, 2006
- Jin Lu, Qu’est-ce qu’un philosophe ? : éléments d’une enquête sur l’usage d’un mot au siècle des Lumières, Québec, Presses de l'Université Laval, 2005

 * M *
- France Marchal-Ninosque, Ruptures et continuités : des Lumières au symbolisme, actes du colloque internatinal de Besançon (2002), Presses universitaires de Nancy, 2004
- Christophe Martin, Catherine Ramond, Esthétique et poétique de l’objet au dix-huitième siècle, Bordeaux, PUB, 2005
- Didier Masseau, Les marges des Lumières françaises (1750-1789), Éd. Droz, 2004
- Xavier Martin, Naissance du sous-homme au cœur des Lumières : les races, les femmes, le peuple, Éditions Dominique Martin Morin, 2014  (ISBN 978-2856523490) [présentation en ligne]
- Xavier Martin, L'homme rétréci par les Lumières. Anatomie d'une illusion républicaine, Éditions Dominique Martin Morin (DMM), 2020  (ISBN 978-2856524312)
- Mario Matucci, Pisa, Pacini, Lumières et illuminisme : actes du colloque international, articles de H. Coulet, J. A. Ferrer Benimeli, P. Thompson, Cortona (1983). Université de Pise , 1985
- P. Mazliak, La biologie au Siècle des Lumières, Paris, Vuibert, 2006
- Benoît Melançon , L’invention de l’intimité au siècle des Lumières, Nanterre, Centre des sciences de la littérature, Université Paris X-Nanterre, 1995
- Philippe Minard , Nicolas Contat, Typographes des Lumières, Seyssel, Champ Vallon, 1989
- Jean Mondot, Catherine Larrère , Lumières et commerce : l’exemple bordelais, New-York, P. Lang, 2000
- Roland Mortier, The philosophes and public education. In : Yale French Studies, no 40, Literature and Society: Eighteenth Century (1968), p. 62-76.
- Roland Mortier, Clartés et ombres du siècle des Lumières. Études sur le XVIIIe siècle littéraire, Genève, Droz, 1969
- Roland Mortier, Les combats des Lumières : recueil d'études sur le dix-huitième siècle, Ferney-Voltaire, Centre international d'étude du XVIIIe siècle, 2000

 * P *
- Gianni Paganini & Miguel Benítez, Scepticisme, clandestinité et libre pensée  , Paris, Champion, 2002
- Pierre Pénisson, Norbert Waszek , Herder et les Lumières : l’Europe de la pluralité culturelle et linguistique, Paris, PUF, 2002.  (ISBN 978-2-13-053370-2)
- Vesna C. Petrovich, Connaissance et rêve(rie) dans le discours des Lumières, New-York, Peter Lang, 1996
- Pierre Pluchon, Nègres et juifs au XVIIIe siècle : le racisme au siècle des Lumières, Paris Tallandier, 1984
- Michel Porret, Pierre-Yves Beaurepaire, Politiques et cultures des Lumières, Paris, PUF, 2005
- Michel Porret (dir), Sens des Lumières, Genève, Georg, 2007
- Dominique Poulot, Les Lumières, Paris, PUF, 2000* Anne Richardot, Le rire des Lumières, Paris, Champion, 2002
- Jean-Yves Pranchère, L’autorité contre les Lumières : la philosophie de Joseph de Maistre, Genève, Droz, 2004
- Gunnar von Proschwitz, Idées et mots au siècle des Lumières : mélanges en l’honneur de , Göteborg, Wettergrens Bokhandel et Paris, Touzot, 1988,  (ISBN 978-91-970451-3-1)

 * Q *
- Paolo Quintili, Matérialismes et Lumières : philosophies de la vie, autour de Diderot et quelques autres (1706-1789), Paris, Éditions Honoré Champion, 2009, 334 p. (ISBN 978-2-7453-1786-5)

 * R *
- Giuseppe Ricuperati, Historiographie et usages des Lumières, Berlin, Berlin Verlag Arno Spitz, 2002
- Daniel Roche, La France des Lumières, Paris, Fayard, 1993.
- Corrado Rosso, Les Tambours de Santerre : essais sur quelques éclipses des Lumières au XVIIIe siècle, Paris A.-G. Nizet, 1986
- Corrado Rosso, Mythe de l’égalité et rayonnement des Lumières, Pise, Goliardica, 1980

 * S *
- Louis Sala-Molins, Les misères des Lumières : sous la raison, l’outrage…, Paris, R. Laffont, 1992
- Lionello Sozzi, D’un siècle à l’autre : le tournant des Lumières, Torino, Rosenberg & Sellier, 1998
- Aleksandr Stroev, Les aventuriers des Lumières, Paris, Presses universitaires de Paris, 1997

 * T *
- Tzvetan Todorov, L'esprit des Lumières, Paris, Laffont, 2006
- Jean-Louis Tritter, Les Lumières, Paris, Ellipses, 2001
- Raymond Trousson (éd.), Thèmes et figures du siècle des Lumières : mélanges offerts à Roland Mortier, Genève, Droz, 1980

 * V *
- Jean Varloot, Du Baroque aux Lumières : pages à la mémoire de Jeanne Carriat, présentation de l'ouvrage, Mortemart, Rougerie , 1986
- Jean de Viguerie , Histoire et dictionnaire du temps des Lumières, Paris, R. Laffont, 1995
- Michel Vovelle, L’Homme des Lumières, Paris, Seuil, 1996

## Philosophie
- Revue Labyrinthe no 34, Comment peut-on être systématique? Savoir et encyclopédisme au siècle des Lumières, sous la direction d'Élodie Cassan, Paris, Hermann, 2010 (1)  (ISBN 978 2 7056 6984 3)
- Ernst Cassirer, La philosophie des Lumières, Paris, Fayard, 1966
- Simone Goyard-Fabre , La philosophie des Lumières en France, Paris, C. Klincksieck, 1972
- Jonathan Irvine Israel, Les Lumières radicales : la philosophie, Spinoza et la naissance de la modernité (1650-1750), Paris, Éditions Amsterdam, 2005
- Emmanuel Kant, Qu’est-ce que les Lumières?, Éd. Jean Mondot, Saint-Étienne, Publications de l’Université de Saint-Étienne, 1991
- Max Marcuzzi, Philosophie dans la France des Lumières, Paris, Centre international de synthèse, A. Michel, 1997

## Relations internationales
- Marc Belissa , Fraternité universelle et intérêt national. les cosmopolitiques du droit des gens (1713-1795), Paris, Kimé, 1998.

## Politique
- Éducation et pédagogies au Siècle des Lumières, Actes du colloque de l'Institut des sciences de l'éducation- Angers (1983), Université catholique de l’Ouest, 1985.
- Georges Benrekassa, La politique et sa mémoire : le politique et l'historique dans la pensée des Lumières, Paris, Payot, 1983.
- Josiane Boulad-Ayoub , Les Lumières et la Déclaration des droits de l'homme : rupture ou continuité ?, Montréal, Dép. de philosophie (UQAM), 1990.
- Guy Chaussinand-Nogaret, Le citoyen des Lumières, Bruxelles, Éditions complexes, 1994.
- Anthony Mergey, L'État des physiocrates : autorité et décentralisation, Aix-en-Provence, PUAM, 2010, 586 p.
- Jean Mondot, L’esclavage et la traite sous le regard des Lumières, Pessac, Centre interdisciplinaire bordelais d’étude des Lumières, 2004.

## Musique
- Alain Cernuschi, Penser la musique dans l’Encyclopédie : étude sur les enjeux de la musicographie des Lumières et sur ses liens avec l’encyclopédisme, Paris, Champion, 2000
- Béatrice Didier, La musique des Lumières : Diderot, l'Encyclopédie, Rousseau, Paris, PUF, 1985

## Femme des Lumières
- Paul Hoffmann, La femme dans la pensée des Lumières, Paris, Ophrys, 1977.
- Sylvain Menant, Femmes des Lumières, Paris, PUF, 2004.
- Jean de Viguerie, Filles des Lumières : femmes et sociétés d'esprit à Paris au XVIIIe siècle, Paris, DMM, 2007.

## Littérature
- L’individu et la ville dans la littérature française des Lumières : Colloque de Strasbourg (1994), Éd. Pierre Hartmann,  Presses universitaires de Strasbourg, 1996
- Miguel Benítez, La face cachée des Lumières : recherches sur les manuscrits philosophiques clandestins de l’âge classique, Paris, Universitas ; Oxford, Voltaire Foundation, 1996
- Madeleine Bertaud, L'éveil des muses : poétique des Lumières et au-delà : mélanges offerts à Édouard Guitton, Rennes, Éd. Catriona Seth, Presses universitaires de Rennes, 2002
- Docteur Serge-René Fuchet, Le conte philosophique, Fréjus, Editions collections de mémoire, 2017
- Jean Goulemot, La littérature des Lumières, Paris, Nathan, 2002
- Jean Goulemot, Daniel Bergez, La littérature des Lumières, Paris, Armand Colin, 2005
- Robert Favre, La mort dans la littérature et la pensée françaises au siècle des Lumières, Lyon Presses universitaires de Lyon, 1978
- Hana Jechova, Gilbert Van de Louw et Jacques Voisine : Des Lumières au romantisme : Littérature populaire et littérature nationale. La traduction dans les périodiques, Paris, Didier-Érudition, 1985
- Werner Krauss, Roman et Lumières au XVIIIe siècle, Paris, Éditions sociales 1970
- Daniel Roche, Les républicains des lettres : gens de culture et Lumières au XVIIIe siècle, Paris, Fayard, 1988
- Jean-Jacques Tatin-Gourier, Daniel Bergez, Lire les Lumières, Paris, Dunod, 1996
- Nicolas Veysman, Mise en scène de l’opinion publique dans la littérature des Lumières, Paris, Champion, 2004

## Religion et opposants
- Sylviane Albertan-Coppola, Antony McKenna, Christianisme et Lumières, Paris, Éditions PUF, 2002
- Yvon Belaval, Dominique Bourel, Le Siècle des Lumières et la Bible, Paris, Éditions Beauchesne , 1986
- Jean-Michel Besnier, Lumières et anti-Lumières, Paris, Nouvelles Éditions rationalistes, 1983
- André Charrak, Lumières et religions, Fontenay/Saint-Cloud, E.N.S., 1993
- Bernard Cottret, Le Christ des Lumières : Jésus de Newton à Voltaire, 1680-1760, Paris, CNRS Éditions , 2011.
- Monique Cottret, Jansénismes et Lumières : pour un autre XVIIIe siècle, Paris, A. Michel, 1998
- Roger Kirscher, Théologie et Lumières : les théologiens éclairés autour de la revue de Friedrich Nicolai, Allgemeine deutsche Bibliothek, 1765-1792, Villeneuve d'Ascq, Éditions Presses universitaires du Septentrion , 2001
- Catherine Maire, L'Église dans l'État. Politique et religion dans la France des Lumières, Gallimard, 2019.
- Didier Masseau, Les ennemis des philosophes, Éditions Albin Michel , 2000
- Charles Porset, Marie-Cécile Révauger, Franc-maçonnerie et religions dans l'Europe des Lumières, Paris, Éditions H. Champion, 1998
- Zeev Sternhell, Les Anti-Lumières : du XVIIIe siècle à la guerre froide, Paris, Éditions Fayard 2006

## Acteur des Lumières
On reprend ici les ouvrages qui concernent ou comparent plusieurs représentants des Lumières.
- Charles Coutel, Lumières de l'Europe : Voltaire, Condorcet, Diderot, Paris, Éditions Ellipses, 1997
- Paul Vernière, Lumières ou clair-obscur? : trente essais sur Diderot et quelques autres, Paris, Éditions Presses universitaires de France, 1987.

## Les Lumières enEurope
- La Pensée théorique et critique dans la prose européenne, Paris, Centre de recherches d’histoire littéraire comparée de l’Université de la Sorbonne Nouvelle, 1982
- Pierre-Yves Beaurepaire , La plume et la toile : pouvoirs et réseaux de correspondance dans l’Europe des Lumières, Arras, Artois presses université, 2002
- Pierre Chaunu, La civilisation de l'Europe des Lumières, Paris, Editions Arthaud, 1971
- Gonthier-Louis Fink, Cosmopolitisme, patriotisme et xénophobie en Europe au siècle des Lumières, Strasbourg : Université des sciences humaines de Strasbourg, 1987
- Ulrich Im Hof, Les Lumières en Europe, Paris, Éditions du Seuil, 1993
- Florence Lotterie, Darrin M. McMahon, Les Lumières européennes dans leurs relations avec les autres grandes cultures et religions, Paris, Éditions H.Champion, 2002
- Jean Meyer, L’Europe des Lumières, Horvath, Éditions du Coteau, 1989
- René Pomeau, L’Europe des Lumières, cosmopolitisme et unité européenne au dix-huitième siècle, Paris, Éditions Stock, 1966
- Franco Venturi, Europe des Lumières. Recherches sur le XVIIIe siècle, Paris, La Haye, Mouton, 1971* Jacques Proust, Recherches nouvelles sur quelques écrivains des Lumières, Genève, Librairie Droz , 1972

### Espagne
- Pensée hispanique et philosophie française des Lumières, Toulouse Association des publications de l’Université de Toulouse-Le Mirail, 1980
- José Luis Abellán, Pensée hispanique et philosophie française des Lumières, Toulouse

### Pays-Bas
- Frédéric Barbier, Philippe Guignet, Livre et Lumières dans les Pays-Bas français de la Contre-Réforme à la Révolution, Valenciennes: Cercle archéologique et historique, 1987

### Autriche
- Lumières et Romantisme à l'est de Vienne, Aix-en-Provence : Éditions de la Société française de littérature générale et comparée, 1978

### Royaume-Uni
- Norbert Waszek, L’Écosse des Lumières : Hume, Smith, Ferguson, Paris, PUF, coll. "Philosophies", 2003  (ISBN 978-2-13-052449-6)
- Pierre Morère, Isabelle Bour, Écosse des Lumières : le XVIIIe siècle autrement, Grenoble, ELLUG, 1997

### Italie
- Gilles Bertrand, Enzo Neppi (dir.), I Lumi e la Rivoluzione francese nel dibattito italiano del XX secolo. Les Lumières et la Révolution française dans le débat italien du XXe siècle, Florence, Olschki, 2010
- Norbert Jonard, L'Italie des Lumières : histoire, société et culture du XVIIIe siècle italien, Paris, Champion, 1996

### Suisse
- Pierre Cordey, Les conditions de la vie intellectuelle et culturelle en Suisse romande au temps des Lumières, Lausanne, Genève, Paris, Institut Benjamin Constant, Champion-Slatkine, 1996

### Allemagne
- Myriam Bienenstock, La Philosophie de l’histoire : héritage des Lumières dans l’idéalisme allemand, Tours, Université François Rabelais, 2000
- Michel Delon, Jean Mondot, L’Allemagne et la France des Lumières : mélanges offerts à Jochen Schlobach, Paris, Champion, 2003
- Pierre Grappin, L'Allemagne des Lumières : périodiques, correspondances, témoignages, Paris, Didier-Érudition, 1982
- Valérie Le Vot, Des livres à la vie : lecteurs et lectures dans le roman allemand des Lumières, Bern ; New-York, P. Lang, 1999
- Gérard Raulet, Aufklärung : les Lumières allemandes, Paris, Flammarion, 1995

### Grèce
- Konstantinos Demaras, La Grèce au temps des Lumières, Genève, Droz, 1969

### Scandinavie
- Tore Frängsmyr, À la Recherche des Lumières : une perspective suédoise, Pessac, Presses universitaires de Bordeaux, 1999

### Europe centrale
- La littérature des Lumières en France et en Pologne : esthétique, terminologie, échanges, ouvrage collectif, Warszawa, Panstwowe Wydawnictwo Naukowe, 1976
- Les Lumières en Hongrie, en Europe centrale et en Europe orientale, ouvrage collectif, Budapest, Coéditeur : Akadémiai Kiadó / Éditions du CNRS, 1981
- Alexandru Dutu, Humanisme, baroque, Lumières : l’exemple roumain, Bucarest, Editura Stiintifica si Enciclopedica, 1984
- Ilona Kovács, Début et fin des Lumières en Hongrie, en Europe centrale et en Europe orientale, Paris, Éditions du CNRS, 1987
- Romul Munteanu, La Culture roumaine à l’époque des Lumières, Bucarest, Éditions Univers, 1982

## Les Lumières dans le reste du monde
- Hubert Baysson, L’idée d’étranger chez les philosophes des Lumières, Paris, L’Harmattan, 2002  (ISBN 978-2-7475-3719-3)
- Jean Paul de Lagrave, Fleury Mesplet : 1734-1794 : diffuseur des Lumières au Québec, Montréal, Patenaude, 1985
- Hisayasu Nakagawa, Des Lumières et du comparatisme : un regard japonais sur le XVIIIe siècle, Paris, PUF, 1992
- Marie-Christine Skuncke, Birgitta Berglund-Nilsson, Centre(s) et périphérie(s) : les Lumières de Belfast à Beijing, Paris, Champion, 2003

## Les opposants
- Isaiah Berlin, À contre-courant. Les contre-Lumières, Paris, Albin Michel, 1998.
- Didier Masseau, Les Ennemis des philosophes : L'Antiphilosophie au temps des Lumières, Éditions Albin Michel, 2000
- Zeev Sternhell, Les Anti-Lumières : du XVIIIe siècle à la Guerre froide, Fayard, « L'espace du politique », 2006
- Jean-Jacques Tatin-Gourier, Procès du « philosophisme révolutionnaire » et retour des Lumières, Québec, Presses Universitaires de Laval

## Périodiques
- Studies on Voltaire and the eighteenth century [SVEC]